# Temnosmrečinské plesá

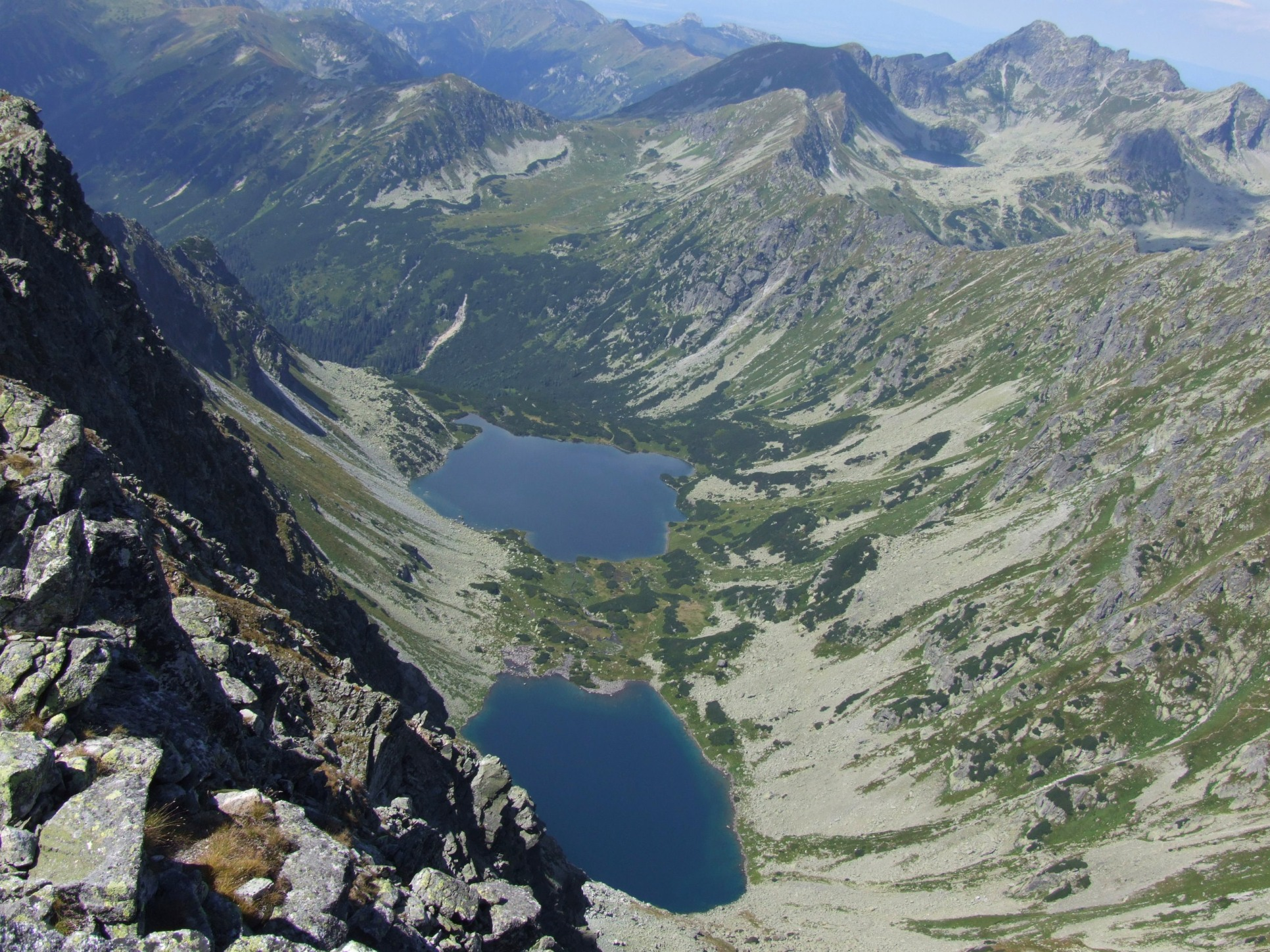
Temnosmrečinské plesa (shora Nižné, Vyšné)

Temnosmrečinské plesá (polsky Ciemnosmreczyńske Stawy) je soubor dvou ledovcových jezer nacházejících se ve Vysokých Tatrách západně pod Kôprovským štítem a Čubrinou v Temnosmrečinské dolině. Východně od Nižného Temnosmrečinského plesa se nacházejí dvě malá očka. Nejvyšší práh doliny tvoří ledovcový kotel bez stálého plesa s dlouhodobým výskytem sněhové pokrývky a občasným výskytem až dvou malých jezírek.

## Plesa
| název                                  | rozloha (ha) | délka (m) | šířka (m) | m.hl. (m) | objem (m³) | n.v. (m) | Souřadnice                       |
| -------------------------------------- | ------------ | --------- | --------- | --------- | ---------- | -------- | -------------------------------- |
| Nižné Temnosmrečinské pleso            | 11,7045      | 525       | 360       | 38,1      | 1 501 500  | 1 677    | 49°11′33″ s. š., 20°01′47″ v. d. |
| Temnosmrečinské oko (dolní)            | 0,0018       | 5         | 5         | 0         | 0          | 1 680    | 49°11′30″ s. š., 20°01′59″ v. d. |
| Temnosmrečinské oko (horní)            | 0,0066       | 10        | 8         | 0         | 0          | 1 680    | 49°11′30″ s. š., 20°02′00″ v. d. |
| Vyšné Temnosmrečinské pleso            | 5,5625       | 408       | 195       | 20        | 414 712    | 1 725    | 49°11′19″ s. š., 20°02′17″ v. d. |
| občasné pleso v nejvyšším patře doliny | —            | —         | —         | 0         | 0          | 1 870    | 49°11′16″ s. š., 20°02′43″ v. d. |
| Kôprové pliesko                        | —            | —         | —         | 0         | 0          | 1 880    | 49°11′14″ s. š., 20°02′48″ v. d. |

## Přístup
Nižné Temnosmrečinské pleso je veřejnosti přístupné v období od 16. června do 31. října.
- Po  modré turistické značce z rozcestí Tri studničky Kôprovou dolinou na rozcestí pod Hlinskou dolinou a dále
  - po  zelené turistické značce směr sedlo Závory k rozcestí pod Temnými smrečinami,
    - po  červené turistické značce k plesu.
- Po  žluté turistické značce z Podbanského Tichou dolinou na rozcestí Liptovský košiar, dále
  - po  červené turistické značce do sedla Závory a dále dolů
    - po  zelené turistické značce do Kobylí dolinky a k rozcestí pod Temnými smrečinami a dále
    - po  červené turistické značce k plesu.

Vrátit se je možné pouze stejnou cestou, pokračovat k Vyšnému Temnosmrečinskému plesu a do sedla Chalubinské vrata a dál do Polska není možné, turistický chodník byl zrušen.